# روغن
روغن (بالألمانية: Rügen؛ باللاتينية: Rugia; روغيا) هي أكبر جزيرة في ألمانيا حيث المساحة. وهي تقع قبالة ساحل بوميرانيا في بحر البلطيق وتنتمي إلى ولاية ميكلينبورغ-فوربومرن.
تعتبر مدينة شترالزوند على البر الرئيسي هي بوابة الجزيرة، حيث ترتبط بها عن طريق جسر شترالزوند الذي يمتد لكيلومترين من المدينة على الممر المائي.
يبلغ طول روغن في أقصاه 51.4 كم (من الشمال إلى الجنوب) والعرض في أقصاه 42.8 كم في الجنوب وتبلغ مساحتها 926 كم2. يتميز الساحل بالعديد من الشواطئ الرملية والبحيرات (بودن) والخلجان (فيكه)، وكذلك أشباه الجزر والرؤوس البرية. وفي يونيو 2011 ، منحت اليونسكو حديقة ياسموند الوطنية الشهيرة مرتبة موقع التراث العالمي والتي تضم الشواططئ والمنحدرات الطباشيرية الكبيرة مثل كرسي الملك، وهو أهم المعالم السياحية في الجزيرة.
جزيرة روغن هي جزء من منطقة فوربومرن-روغن، ويقع مقر المحافظة في شترالزوند.
المدن المهمة في الجزيرة هي روغن: بيرغن، ساسنيتز، بوتبوس و غارتس. وبالإضافة إلى ذلك، هناك منتجعات ساحلية مثل بينز، بابه، غورن، سيلين، تيسوف.
تحظى روغن بشعبية كبيرة باعتبارها وجهة سياحية بسبب عمارة منتجعاتها، ومناظرها الطبيعية المتنوعة وشواطئها الرملية الطويلة.